# Phostria luridombrina
Phostria luridombrina is een vlinder uit de familie van de grasmotten (Crambidae). De wetenschappelijke naam van deze soort is voor het eerst gepubliceerd in 1942 door Jean Ghesquière. Ghesquière beschreef deze soort op basis van een eigen vondst die hij deed in september 1936 in Eala, 5 km oostelijk van Mbandaka.
De soort komt voor in Congo-Kinshasa.